# Актогай (месторождение)
Актога́й — крупный рудник открытого типа на юго-востоке Казахстана, примерно в 250 км от казахстанско-китайской границы. Расположено в Аягозском районе области Абай, в 22 км к востоку от железнодорожной станции Актогай. Месторождение разрабатывается компанией KAZ Minerals PLC и является вторым крупным горнорудным проектом роста Группы. Проект включает в себя рудник и обогатительную фабрику. Актогайское рудное тело состоит из месторождения окисленных руд, залегающего над сульфидным месторождением. Последние залежи также содержат молибден в качестве попутного компонента. Срок эксплуатации рудника и обогатительной фабрики на месторождении Актогай составит свыше 50 лет.

## Общая информация
Руды заключаются в штокверковых месторождениях диоритового и гранодиоритового массива и примыкающих к ним вулканогенных отложениях верхнего каменноугольного и нижне-пермского периодов. Руды содержат медь и молибден. Попутные компоненты: сера, свинец, цинк. Глубина штокверковых зон 800 м, длина 2500 м, ширина 50—830 м. Главные минералы: халькопирит, борнит, халькозин. Содержание меди в рудах 0,2—1,6 %, ср. сод. 0,39 %. Руды легко обогатимы.
Минеральные ресурсы месторождения оцениваются в размере 121 млн окисленных и 1 597 млн тонн сульфидной руд при среднем содержании меди 0,33 % и 0,37 % соответственно. В качестве попутной продукции на месторождении будет добываться молибден, запасы которого составляют 115 тысяч тонн. Разработка месторождения начнется с добычи и переработки окисленной руды, залегающей над сульфидным рудным телом. Окисленная руда будет перерабатываться на заводе жидкостной экстракции и электролиза (SX/EW), а сульфидная руда на обогатительной фабрике тут же, оба перерабатывающих предприятия находятся в процессе строительства.
На проекте будет работать около 3 тыс. человек в период строительства, и около 1500 человек во время эксплуатации. Первая переработка окисленных руд планируется в 2015 году, а первая продукция из сульфидной руды ожидается в 2017 году.